# Cynthia Rhodes
Cynthia Rhodes (Nashville, 21 november 1956) is een Amerikaanse voormalige actrice, zangeres en danseres. 

## Biografie
Rhodes werd geboren op 21 november 1956 in Nashville (Tennessee). Ze groeide op in een baptistisch gezin. Ze startte haar carrière in de jaren zeventig in het Opryland USA attractiepark.
Ze speelde een kleine rol in de muzikale fantasyfilm Xanadu (1980). Haar volgende rol was als Tina Tech in de musicalfilm Flashdance. Na Flashdance werd Rhodes gecast tegenover John Travolta in  Staying Alive uit 1983, een vervolg op de hitfilm Saturday Night Fever uit 1977. Hoewel de film slechte recensies kreeg, was het een commercieel succes.
Haar eerste niet-dansgerelateerde rol was in Michael Crichton's sciencefictionthriller Runaway uit 1984 met Tom Selleck, Kirstie Alley en Gene Simmons. Haar meest opvallende rol was die van dansinstructeur Penny Johnson in de hitfilm Dirty Dancing uit 1987 met Jennifer Grey en Patrick Swayze. Rhodes' laatste filmrol was in de actiefilm Curse of the Crystal Eye (1991).
Ze probeerde altijd een strak imago te behouden in haar acteerrollen en in de media, door scripts af te wijzen die naaktheid vereisten en aanbiedingen om te poseren voor Playboy Magazine te weigeren. Sylvester Stallone, de regisseur van Staying Alive, verklaarde ooit dat Rhodes "liever zou kappen met de filmwereld dan iets te doen wat haar ouders in verlegenheid zou brengen."
Ze was ook te zien als danseres in een aantal videoclips van onder andere Toto, de Bee Gees en Richard Marx. Ze was danseres voor de glamrockband The Tubes tijdens hun tournee begin jaren tachtig. Rhodes sloot zich later aan bij de popgroep Animotion, ter vervanging van hun leadzangeres Astrid Plane, voor de opnames van hun derde album. Het album kon het eerdere succes van de groep niet evenaren en kort daarna ging de groep uit elkaar.
Rhodes trouwde met singer-songwriter Richard Marx in januari 1989. Ze ontmoetten elkaar in 1983 terwijl Marx aan de soundtrack van de film Staying Alive werkte, maar begonnen pas twee jaar later een relatie. Het echtpaar kreeg drie zonen. Rhodes stopte in 1991 met acteren om voor haar gezin te zorgen. In 2014 eindigde het huwelijk in een scheiding.

## Filmografie
- Biblioteca Nacional de España: XX1672986
- Bibliothèque nationale de France: cb140332923 (data)
- Gemeinsame Normdatei: 134496353
- International Standard Name Identifier: 0000 0000 5516 0045
- Library of Congress Control Number: n95049438
- MusicBrainz: eb240c6e-6e61-4446-b1a8-5d950a235793
- Nationale Bibliotheek van Israël: 987007315372005171
- Virtual International Authority File: 12505688
- WorldCat: E39PBJtcHYVHXWjqYXxyCXgBT3